# 和順轉運站
和順轉運站是位於臺南市安南區的地區型交通轉運中心，集結市區公車停靠站、捷運站、商辦大樓等不同類型設施的複合式交通轉運設施，於2021年6月動工，2024年11月1日完工，於2025年1月15日試營運，由府城客運取得營運權。

## 設施
- 市區公車12席停靠位置。（含6席備用位置）
- 小客車、計程車臨停下車區。
- 計程車排班區、上車區
- 停車場：38席的汽車停車格、78席的機車停車格。
- 轉運站位於1樓，包含候車月臺、售票處。

## 交通運輸

### 大台南公車
| 編號 | 經營業者 | 起站               | 經由           | 訖站             | 備註                                             |
| ---- | -------- | ------------------ | -------------- | ---------------- | ------------------------------------------------ |
| 5    | 府城客運 | 和順轉運站         | 臺南火車站     | 市立醫院         | - 部分班次延駛大甲里。 - 預計2025年將改為105路。 |
| 18   | 府城客運 | 西門健康立體停車場 | 臺南火車站     | 和順轉運站       | - 部分班次延駛國民路。 - 部分班次繞駛北安路。    |
| 20   | 巨業交通 | 仁德轉運站         | 永康火車站     | 安南醫院         |                                                  |
| 904  | 巨業交通 | 永康臨時轉運站     | 海東國小       | 鹿耳門天后宮     | - 部分班次延駛四草。                             |
| 905  | 統聯客運 | 永康臨時轉運站     | 公親里、十二佃 | 聖母廟（城安路） |                                                  |
| 橘3  | 興南客運 | 善化轉運站         | 安定、和順     | 和順轉運站       | - 部分班次延駛臺南轉運站。                       |

### 公共自行車
- 臺南市公共自行車租賃系統（YouBike2.0）：
  - 和順轉運站：28柱（長和路一段499號(東北側)）
  - 臺灣歷史博物館：20柱（長和路一段250號）

### 台南捷運
- 臺南捷運黃線（規劃中）
- 臺南捷運綠線（規劃中）

## 周邊
- 國立臺灣歷史博物館
- 亞太國際棒球訓練中心
- 臺南市立安南醫院
- 台南桂田酒店
- 臺南市政府警察局第三分局和順派出所
- 臺南市政府警察局永康分局鹽行派出所
- 臺南市政府消防局第六大隊安和分隊
- 臺南市政府消防局第五大隊鹽行分隊